# Sandblæsning
Sandblæsning er en proces man anvender til afrensning af blandt andet stål og beton. Sandblæsning anvendes i dag i stort omfang til afrensning af store stålkonstruktioner der efterfølgende skal overfladebehandles for at opnå en god finish og undgå korrosion. Desuden kan sandblæsning anvendes til afrensning af eroderet beton og til afrensning af murstensfacader, hvilket er meget brugt i facaderenoveringer.
Sandblæsning foregår ved at man accelererer et blæsemiddel op i hastighed ved hjælp af trykluft. Blæsemidlet kan være kvartssand, stålgrit, jerngrit, korund, glasperler, natriumbikarbonat, soda, plastikgranulat eller knuste nøddeskaller.

## Blæsemidler
Typisk deler man blæsemidler op i forskellige kategorier:
- Metalliske blæsemidler som stål- og jerngrit
- Uorganiske blæsemidler som glasperler eller korrund (aluminiumsoxid)
- Organiske blæsemidler er typisk knuste nøddeskaller eller "corn crobs"

## Anvendelse
I stålindustrien bliver sandblæsning brugt til fjernelse af rust og glødeskaller. Især glødeskallerne kræver en grundig sandblæsning for at løsne sig, så det rene stål kan overfladebehandles med maling og eventuel metallisering i de efterfølgende processer.
Sandblæsningens formål er at skabe en ren overflade på stålet og desuden at frembringe en ruhed der kan sørge for en god vedhæftning af de efterfølgende lag maling, som skal beskytte stålet med vejrlig og andre kemiske og fysiske påvirkninger. Renheden ved sandblæsning er kategoriseret efter standarden ISO 8501-1:2007.